# Paradelphomyia laterostriata
Paradelphomyia laterostriata är en tvåvingeart som beskrevs av Evgenyi Nikolayevich Savchenko 1976. Paradelphomyia laterostriata ingår i släktet Paradelphomyia och familjen småharkrankar. Inga underarter finns listade i Catalogue of Life.